# Bartłomiej Siwiec
Bartłomiej Siwiec (ur. 22 kwietnia 1975 w Bydgoszczy) – polski szachista, dziennikarz, prozaik i poeta, mistrz FIDE od 2007.

## Kariera szachowa

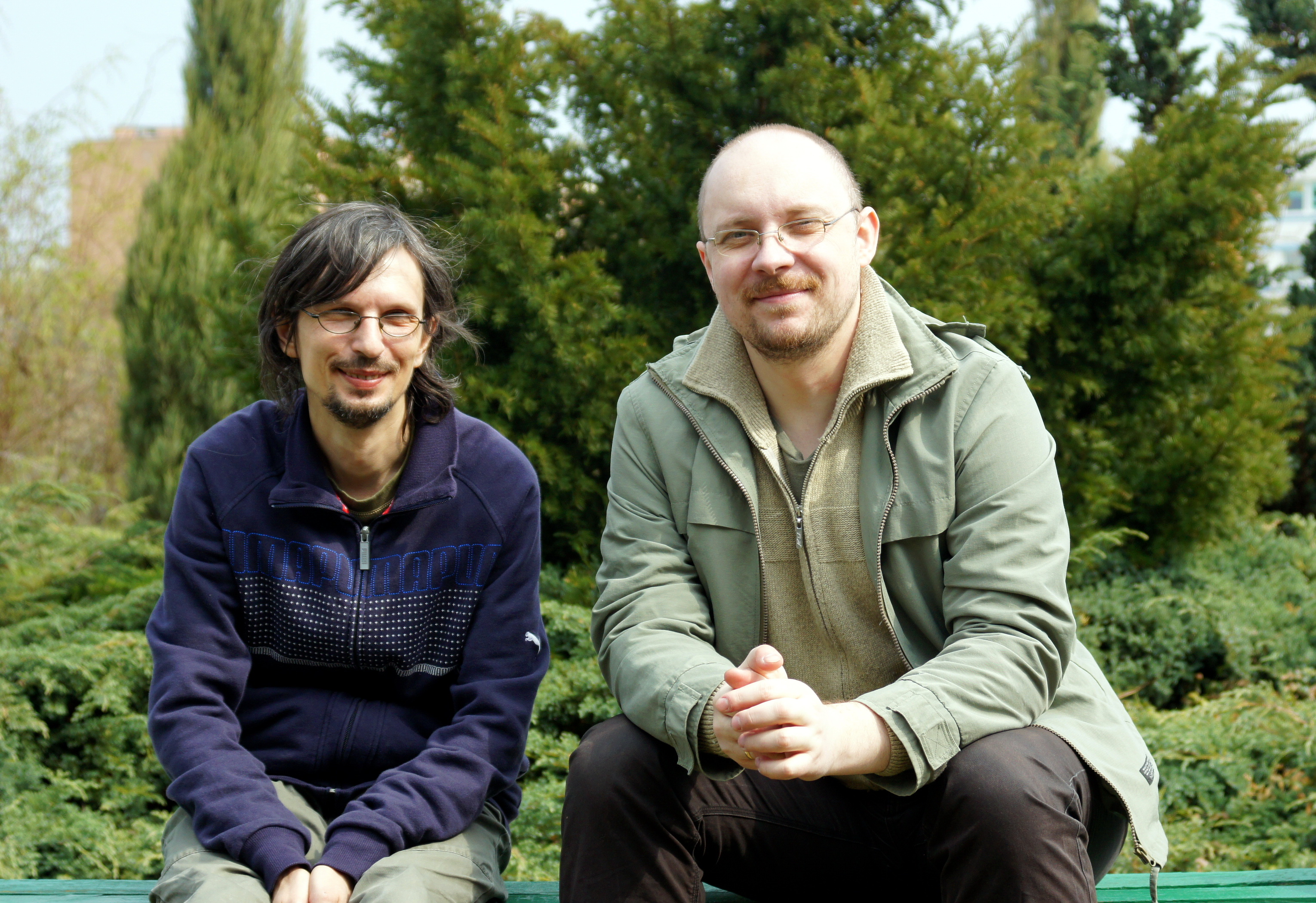
Z Mariuszem Stoppelem, Bydgoszcz 2011

Największe sukcesy szachowe odnosił w kategoriach juniorskich. Wielokrotnie startował w finałach mistrzostw Polski w różnych kategoriach wiekowych, największy sukces odnosząc w 1992 w Częstochowie, gdzie zdobył brązowy medal w mistrzostwach Polski juniorów do 20 lat (za Robertem Ciemniakiem i Markiem Oliwą). Oprócz tego w 1989 w Piechowicach zajął VI m. w finale mistrzostw Polski juniorów do 14 lat, natomiast w Żychlinie zajął IV m. w XIV finale Ogólnopolskiej Olimpiady Młodzieży (był to jednocześnie finał mistrzostw Polski juniorów do 15 lat), a w 1990 w Brzozowie zajął w finale OOM (MP do 15 lat) VII miejsce. W tym okresie należał do kadry narodowej, reprezentując Polskę m.in. w trójmeczu z Rumunią i Bułgarią w Spale (1989). W 1991 zajął XII m. w rozegranym w Międzybrodziu Żywieckim półfinale indywidualnych mistrzostw Polski mężczyzn. W 1993 zajął VI miejsce (za Tomaszem Markowskim, Jackiem Gdańskim, Markiem Matlakiem i Leszkiem Węglarzem i Przemysławem Skalikiem) podczas rozegranych w Gdyni mistrzostwach Polski w szachach szybkich.
W 1985 zwyciężył w Mistrzostwach Młodzieży Szkolnej w Białce (zawody były nieoficjalnymi mistrzostwami Polski juniorów do 10 lat). W 1986 i 1987 dwukrotnie zwyciężył w międzynarodowych turniejach juniorów w Iwoniczu-Zdroju. Dwukrotnie zdobył medale drużynowych mistrzostw Polski juniorów: srebrny (Miętne 1987) oraz brązowy (Bydgoszcz 1990), oba w barwach klubu MDK nr 2 Bydgoszcz.
Karierę szachową zakończył w 1993, w kolejnych latach sporadycznie występował w zawodach drużynowych. Obecnie uczestniczy praktycznie wyłącznie w turniejach w szachach szybkich i błyskawicznych.
Najwyższy ranking w karierze osiągnął 1 stycznia 1992, z wynikiem 2325 punktów dzielił wówczas 84-89. miejsce wśród polskich szachistów.

## Edukacja i kariera zawodowa
Studiował prawo i archiwistykę na UMK w Toruniu. W 2000 r. na WSP (UKW) w Bydgoszczy ukończył politologię ze specjalizacją dziennikarską.   

## Publikacje i działalność autorska
Autor czterech powieści:
- Zbrodnia, miłość, przeznaczenie,
- Autodestrukcja,
- Przypadek Pana Paradoksa,
- 16 schodów,

zbioru opowiadań i miniatur: 
- Wszyscy byli umoczeni,

zbiorów wierszy:
- Instrukcja zabicia ptaka,
- Matka i róża,
- Przepompownia,
- Starsza pani poezja,
- Domysły na temat Ruxa,
- Samotny mężczyzna spokojnie konsumuje fasolkę Heinza,

Jako dziennikarz debiutował w 1994 r. na łamach "Gazety Pomorskiej". Jego powieści i zbiory wierszy wielokrotnie znalazły się w finale konkursu na Bydgoską Książkę Roku 'Strzała Łuczniczki". Od 2013 r. felietonista "Bydgoskiego Informatora Kulturalnego". Jego wiersze, szkice i recenzje były drukowane na łamach „Toposu”, "Arcanów", "Formatu Literackiego", "Frazy", „Okolicy Poetów”, „Akantu”. Za tom Domysły na temat Ruxa został nominowany do Nagrody Poetyckiej im. Kazimierza Hoffmana 2022. Bartłomiej Siwiec należy do Stowarzyszenia Pisarzy Polskich Oddział Bydgoszcz, którego jest prezesem od 2023 roku.